# Dipsocoromorpha
Dipsocoromorpha é uma infraordem de insectos da ordem Hemiptera que agrupa cerca de 200 espécies de Heteroptera, a maioria das quais insectos que vivem no solo e na manta morta, embora também possam ser encontrados em mangais, áreas de vegetação rasteira das zonas tropicais em interstícios de córregos.

## Descrição
A infraordem Dipsocoromorpha inclui alguns dos mais pequenos insectos adultos, geralmente entre 0,5 e 4,0 mm de comprimento, geralmente com longas antenas em forma de chicote, corpo achatado e largo. Muitos destes insetos tem longos tricobótrios nas suas antenas.
Os Dipsocoromorpha tendem a ser mais abundantes nos trópicos e mostram uma incrível diversidade para um organismo tão pequeno.
Os registos fósseis mais antigos que se conhecem datam do Cretáceo Inferior, mas relativamente poucos fósseis foram bem preservados, o que torna difícil avaliar o lugar do Dipsocoromorpha na árvore filogenética. Dois espécimes particularmente bem preservadas foram encontradas em âmbar no Líbano e em Myanmar.

## Famílias
A infraordem Dipsocoromorpha inclui as seguintes famílias:
- Ceratocombidae
- Dipsocoridae
- Hypsipterygidae
- Schizopteridae
- Stemmocryptidae